# 徐家汇站
徐家汇站位于中华人民共和国上海市徐汇区徐家汇漕溪北路、华山路、肇嘉浜路与虹桥路交叉口，是上海地铁1号线、9号线、11号线的地铁换乘站。1号线车站最早启用，由北京市城建设计院设计，2009年12月31日9号线开通，2013年8月31日11号线车站启用，三条线路环绕港汇恒隆广场修建。本站地处上海副中心徐家汇地区的中心，周边汇集众多商场和写字楼；且是三条市郊轨道交通线路的换乘站，因此车站客流量极大，是上海轨道交通最为重要的车站之一。

## 車站設計

### 楼层分布
| 地面层   | 出入口             | 1-5、7-20出入口                     |  |  |
| 地下一层 | 设备层             |                                     |  |  |
| 地下二层 | 1号线出口          | 出入口及过街地道                    |  |  |
|          | 9号线站厅          | 票务服务、自动售票机、人工服务台    |  |  |
|          | 11号线站厅         | 票务服务、自动售票机、人工服务台    |  |  |
|          |                    | 设备、办公用房（原地铁商城已封闭）  |  |  |
| 地下三层 | 1号线文化艺术长廊  |                                     |  |  |
|          | 1号线站厅          | 票务服务、自动售票机、人工服务台    |  |  |
|          | ③站台              | █ 9号线 往上海松江站（宜山路）      |  |  |
|          | 岛式站台，左侧开门 |                                     |  |  |
|          | ④站台              | █ 9号线 往曹路（肇嘉浜路）          |  |  |
| 地下四层 | ①站台              | █ 1号线 往莘庄（上海体育馆）        |  |  |
|          | 岛式站台，左侧开门 |                                     |  |  |
|          | ②站台              | █ 1号线 往富锦路（衡山路）          |  |  |
| 地下五层 | ⑤站台              | █ 11号线 往嘉定北或花桥（交通大学） |  |  |
|          | 岛式站台，左侧开门 |                                     |  |  |
|          | ⑥站台              | █ 11号线 往迪士尼（上海游泳馆）     |  |  |

### 站厅和站台
1号线徐家汇站沿位于港汇广场东南侧的漕溪北路布置，呈东北-西南走向，在站台的西南侧设有两道折返线。1号线站厅与徐家汇过街地道相结合，因此站厅北侧比较宽敞；同时由于车站局部上方为衡山路隧道，因此站厅较其他同位于地下二层的站厅更深，并且西侧比东侧更深。付费区位于站厅西侧，设有4组楼梯和一组升降电梯通往站台，付费区西北侧是通往9号线、11号线的换乘通道入口。
9号线徐家汇站位于港汇广场北侧，呈东西走向，施工期间港汇广场曾让出了其两万多平方米营业面积以期望地铁带来的“虹吸效应”。9号线站厅南半部分为付费区：其中西侧设有入口与11号线站厅垂直相交，东部为通往1号线站厅的换乘通道入口。9号线站台位于地下三层，设有一个岛式站台，站台上设有4组扶梯/楼梯和1组电梯通往站厅；站台西侧设有通往11号线站台的便捷通道。
11号线徐家汇站沿位于港汇广场西侧的恭城路布置，呈南北走向。其中站厅北侧和9号线站厅垂直相交，站厅东侧设有通往换乘大厅的通道入口。11号线站台位于地下五层，距离站厅垂直高度相差18米，站台上设有4组自动扶梯和1组升降电梯通往站厅，北侧设有通往9号线站台的便捷通道。

### 换乘通道

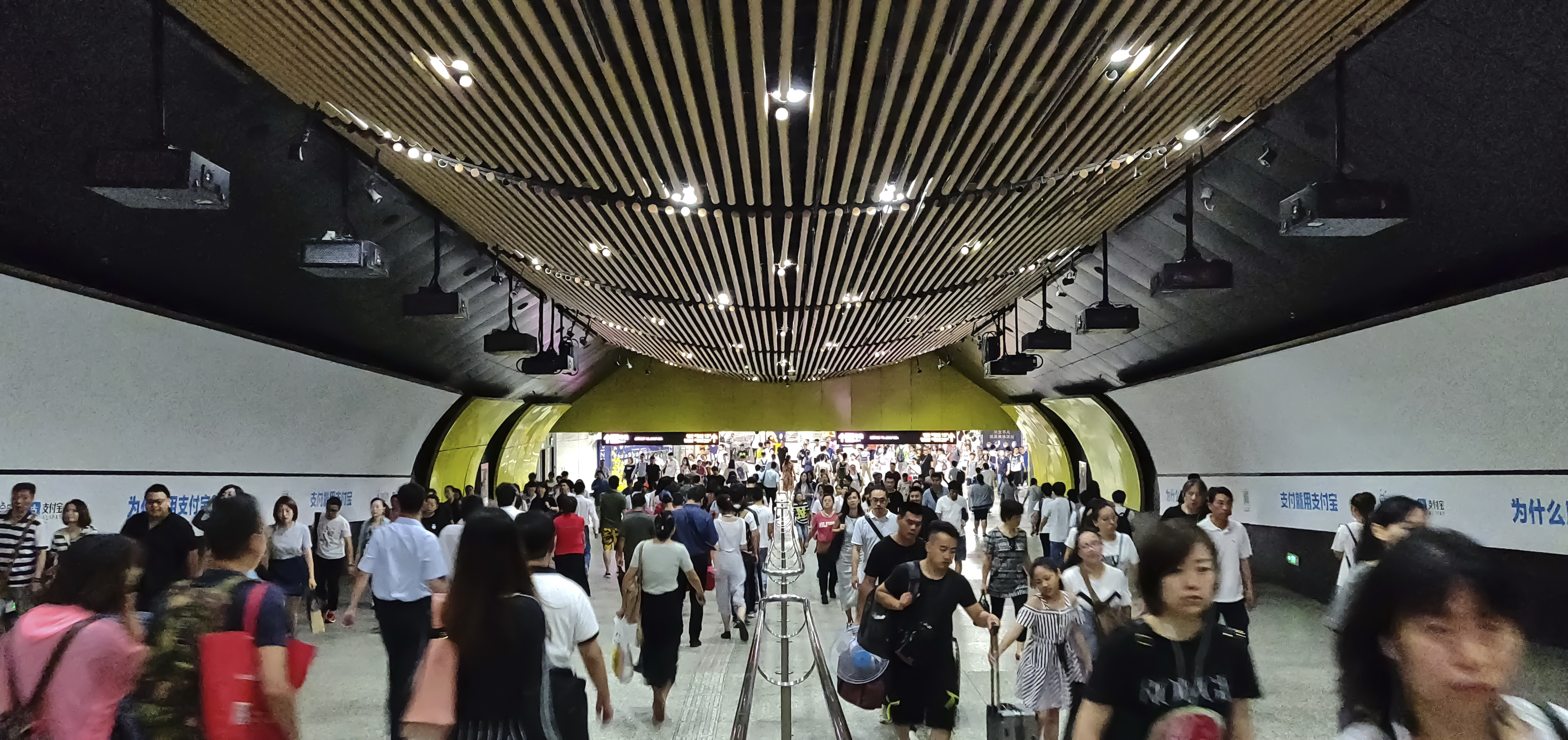
徐家汇站1/9/11号线换乘通道

2009年12月31日9号线徐家汇站投入运行。但9号线与既有1号线的换乘地道，系由原先港汇广场的地下车库改建，施工难度巨大，未能按时完工，故初期采取虚拟换乘方式，需要乘客出站后在地面步行相当距离实现换乘。
2010年4月7日，徐家汇站换乘通道启用。徐家汇站换乘通道长约200米，连接1、9号线的站厅，全程步行大约需时4分钟左右，被当做线路间的换乘通道之外还有附近市民将其视为“过街地道”，不惜刷卡使用。由于受到原先地下车库结构限制，通道内设有三段坡道，还设有通往11号线站厅的支线。通道为圆顶结构，由光与影构成“七彩换乘通道”，被不少乘客赞为上海地铁最美的一段换乘通道。通道两侧设有电子屏幕，可播放有声广告，後期应市民投诉关闭广告声音。
9号线与11号线站厅直接相通，呈「Γ」字形。9号线站台西端与和11号线站台北端另通过二段自动扶梯群相连，实现站台换乘；从2015年4月开始，该换乘路径在工作日早晚高峰（7:30-9:00、15:30-19:00）期间设为单向通行，仅可由9号线换乘11号线，11换9改为必须上楼后从站厅换乘，需时3分20秒左右。

### 文化艺术长廊
上海地铁文化艺术长廊位于徐家汇站1号线站厅南侧，5-7号口之间。文化长廊由徐汇区文化局与上海地铁公共文化发展中心共同打造，展出了总长约48米的“徐家汇与海派文化渊源”，通过讲述黄道婆、徐光启等“徐汇”之名，以及徐家汇藏书楼、徐家汇天主堂、土山湾孤儿院等徐汇著名建筑的历史，展现了徐家汇的丰富历史文化。
- 车站内的文化艺术长廊
- 文化艺术长廊
- 长廊内关于纺织的展览
- 长廊内关于纺织的展览

## 车站出口
徐家汇站目前共有20个出入口，是上海地铁出入口最多的车站，其中1-5，7-14号口连通1号线站厅，15-20号口连通9号线和11号线站厅。3号口附近设有连通道连接徐家汇书院，9号口附近设有连通道连接美罗城，10号口附近设有连通道连接TYP中心，11号口附近设有连通道连接东方商厦，12号口附近和9号线站厅东南侧设有连通道连接港汇恒隆广场，18号口和正在改造中的11号线车站和出入口将会连通建设中的徐家汇中心。各出入口如下所示：
| 出口编号              | 出口指示                             | 照片           |
| 连通 1号线站厅        | 连通 1号线站厅                       | 连通 1号线站厅 |
| --------------------- | ------------------------------------ | -------------- |
| 1 · 出口              | 漕溪北路，南丹路                     |                |
| 2 · 出口              | 漕溪北路，南丹东路                   |                |
| 3 · 出口              | 漕溪北路，蒲西路                     |                |
| 4 · 出口              | 漕溪北路，百脑汇                     |                |
| 5 · 出口              | 漕溪北路，百脑汇                     |                |
| 7 · 出口              | 漕溪北路                             |                |
| 8 · 出口              | 漕溪北路，上实大厦                   |                |
| 9 · 出口 · （设有）   | 漕溪北路，太平洋数码广场一期         |                |
| [ b ]                 | 漕溪北路，肇嘉浜路，天钥桥路，美罗城 |                |
| [ c ]                 | 漕溪北路，虹桥路，东方商厦           |                |
| [ d ]                 | 虹桥路，恭城路，华山路，港汇广场     |                |
| 13 · 出口             | 华山路，衡山路                       |                |
| 14 · 出口             | 天平路，肇嘉浜路，汇金百货           |                |
| 连通 9号线 11号线站厅 |                                      |                |
| 15 · 出口             | 华山路，国际和平妇幼保健院           |                |
| 16 · 出口             | 华山路，港汇广场                     |                |
| 17 · 出口             | 港汇广场                             |                |
| （旧）                | 港汇广场                             |                |
| 18 · 出口 · （设有）  | 恭城路                               |                |
| （暂时关闭）          | 恭城路                               |                |
| 20 · 出口 · （设有）  | 虹桥路                               |                |
| 图例： 设有 \| 设有   |                                      |                |

在9号线车站启用之初，西侧站厅还没有完全建成，当时的18号口是利用原来港汇广场的车库楼梯改造而来；而这一时期的车站街区图，把西侧站厅的另一出口标注为19号口。西侧站厅和19号口在2011年启用，同时接替「18号口」的名称，原18号口关闭。目前该出口作为安全通道使用。原本20号口南侧（近21号口预留处）设有一部地面至站厅的垂直电梯，20号口改建后拆除，并在20号口通道内设置了新的垂直电梯。此外6号口因用地征收问题从未建设。

## 接驳交通

### 公交换乘
15、26、42、43、44、50、56、72、93、122、167、171、205、303、315、320、342、548、572区间、732、754、770、824、830、836、855、864、923、926、927、946、957、958、985 、隧道夜宵一线、隧道二线、大桥六线、徐川专线、徐闵线、徐闵夜宵专线

## 历史
- 1993年5月28日，1号线车站启用。
- 2008年4月7日22：00起，本站1-7号口因车站安全整改工作关闭，徐家汇地铁商城亦同步关闭[14]。
- 2009年12月30日，9号线车站启用，两线暂时进行「虚拟换乘」[15]。
- 2010年4月7日，站内换乘通道启用[16]。
- 2013年8月31日，11号线车站启用。
- 2018年6月16日起，12号口因港汇广场改造而封闭[17]。
- 2018年12月1日起，3号口因徐家汇书院建设而封闭[18]。
- 2023年1月13日，3号口恢復启用[19]。
- 2024年12月7日，20号口及附近的垂直电梯恢復启用[20]。
- 2024年12月17日，19号口因站外建设而封闭[21]。

## 事故
2023年2月9日晚，11号线因线路不明水源，真如站至云锦路站区段列车限速运行，发车班次间隔延长。后又调整运行交路为江苏路站至安亭站、江苏路至嘉定北站、龙耀路站至迪士尼站3个小交路。20时30分，上海地铁表示，经初步排查，11号线区段积水系徐家汇站外工地内管道破裂，大量水流通过风井涌入轨行区影响正常运营。经过抢修，11号线正逐步恢复运营，初期积水区段采取限速运营。